# Slowenische Badminton-Mannschaftsmeisterschaft 2022
Die Slowenische Badminton-Mannschaftsmeisterschaft der Saison 2021/2022 gewann das Team von BK Ljubljana.

## Endstand
- 1.	BK Ljubljana (Anja Blazina, Ariana Korent, Anja Jordan, Blaž Smrkolj, Maj Poboljšaj, Flis Primož)
- 2.	BK Medvode (Žiga Podgoršek, Miha Ivančič, Natalia Peshekhonova, Taja Pipan, Lina Pipan)
- 3.	BK TEM Mirna (Ema Cizelj, Jerca Bajuk, Žan Laznik, Urban Herman, Anej Cizelj)
- 4.	BK BIT (Zoja Novak, Nina Kotar, Jan Krumpak, Tilen Zalar, Filip Grad)
- 5.	BK Olympija Ljubljana (Špela Alič, Tinkara Alič, Maja Pohar, Gregor Alič, Nejc Zaviršek, Ian Spiller, Žiga Vračar, Tej Kolar)
- 6.	BK Branik (Aljaž Ferk, Miha Masten, Domen Lonzarič, Zala Žuran, Lea Križman, Kara Zorman)